# 尹基協
尹 基協（いん・ききょう/ユン・キヒョプ、윤 기협、1909年 - 1932年8月15日）は、在日韓国・朝鮮人の社会運動家。

## 経歴
本籍は咸鏡北道会寧郡（現会寧市）鳳儀面南山洞で、裕福な家庭に育った。1921年日本に渡る。1923年関東大震災後千葉中学校3年に編入され、1927年春卒業。在学中親の事業が失敗して仕送りが途絶え、学校側の配慮で「理科の助手」として雇われ、苦学を経験した。日本大学専門部に入学するが、一時期の通学に終わる。
在日本朝鮮労働総同盟（労総）に加入し、東京朝鮮労働組合北部支部員として活動を始めた。労総が全協に解消後は、金斗鎔が朝鮮語訳した「議会解散選挙闘争方針書」を1930（昭和5）年1月に金凡伊と協力印刷して、東京朝鮮労働組合東京支部、北部支部の各班に配布した。これが原因となり4月4日、治安維持法違反（目的遂行）容疑で在日本朝鮮労働総同盟（在日朝総）幹部らとともに検挙されたが、不起訴処分となった。11月1日現在で日本労働組合全国協議会（全協）系の関東木材労働組合（組合員20名）の中心的活動家となり、東京市深川区木場の製材所に働きつつ、東京東部を拠点に労働運動に携わっており、また、朝鮮共産党日本総局との関係の有無は不明ながら、遅くとも1930年中に再建途上の日本共産党に入党した、とみられる。党では東京市委員会江東地区厩橋細胞責任者となった。やがて全協傘下の日本土木建築労働組合結成にかかわり、江東地区委員として積極的な活動をするに至る。全協組合員の30％を超える朝鮮人労働者の中で最も信望の厚い日本共産党員であった。
1932年8月、共産党によって、岩手県矢作村鉄道工事現場における虐殺事件に関連して、全協の活動家宮上則武（党名松原）につらなるスパイと決め付けられ、1932年8月15日、下谷区上野恩賜公園で同党の活動家により射殺された（尹基協射殺事件）。
実行犯とされたのは同年8月17日逮捕された村上多喜雄（治安維持法違反容疑、殺人罪では立件されていない）で、当時共産党東京市委員長。共産党一斉検挙の際、短刀で特高課の警部を刺して逃走中の身だった。一審では無期懲役、二審で転向を表明して懲役15年となった。村上は獄中で「尹は絶対にスパイではない」「自分は取り返しのつかない誤りを冒した」「党中央にはスパイがいるに違いない」と確信して「死を賭した叫び」を党中央の紺野与次郎に伝えるが反応がなかったという。村上は1940年、江古田療養所で腸結核により死去。
尹をスパイと断定して射殺させたのは、共産党史上最大のスパイといわれる飯塚盈延（「スパイM」、党名松村）であったという。
　

## 評価
- 堀井金治郎（江東地区で尹と長らく活動をともにした活動家）
  - 「江東地区では朝鮮人の活動家が多かったが、その中で尹君は李先コウ（金へんに高）とならんでズバぬけた指導者で頭がよかった。私の父は封建的な人間で朝鮮人にはいつもあからさまな偏見を示していたが、その父が尹君に対してだけは別で、家にくると茶や菓子まで出してやり、『大した男だ』とほめあげていた。昭和七年になって、上部機関に移っていったが、それでも全協土建の江東地区の会議には顔を出していた。彼がスパイの嫌疑で殺されたと聞いてビックリしたが、それより驚いたのは、尹君を上野公園でやるときに、現場の周囲を六人の見張り役が取りまいていたのだが、それが江東地区の朝鮮人活動家で、尹君が育てたといってよい人々だったことだ。私は腹が立って仕方がなかった」[7]

- 高江洲重正（当時の全協委員長）
  - 「彼は優秀でしたよ。彼の日常活動を見てきた人間として、あれはスパイでないと断言できる。尹の場合、党にズバズバ文句をいったので、党に忠実でないからスパイみたいなことになったんだと思う。それから、もう一人リンチされることになる平安名と近かったこともにらまれた原因だろう。それにしても彼が殺されたときには、全協で一種の恐慌状態が起きて、全協として、なぜ尹を殺したのか理由を明らかにせよと党に迫ったんだが、党からはナシのつぶてだった」[8]